# Элисенваара (станция)
Э́лисенва́ара (фин. Elisenvaara) — железнодорожная станция Октябрьской железной дороги на 193,8 километре перегона Алхо — Яккима линии Кушелевка — Сортавала.

## Общие сведения
Расположена в одноимённом посёлке Лахденпохского района Республики Карелия. Путевое развитие составляет 5 путей, боковая и широкая островная платформы и деревянное здание вокзала. Станция находится на ручном управлении на линии с полуавтоблокировкой. Работой стрелочных постов станции управляет дежурный по станции, который, в свою очередь, выполняет команды поездного диспетчера.
С декабря 2018 года по маршруту Санкт-Петербург — Сортавала начала курсировать скоростная электричка «Ласточка». От Санкт-Петербурга до Каменногорска электропоезда следуют своим ходом. Далее, по неэлектрифицированному участку — под управлением тепловоза ТЭП70БС, а по выходным маршрут продлевается до станции Маткаселькя.
Со 2 декабря 2019 года по станции следует скорый поезд № 159/160 Москва — Петрозаводск, который проходит через Тверь, Санкт-Петербург, Выборг, Сортавалу, Суоярви.

## История
Станция Elisenvaara, как и весь участок Антреа — Сортавала, была открыта 1 ноября 1893 года. Решение о строительстве железной дороги Выборга — до Йоэнсуу было принято в 1888 году. Работы по строительству были начаты в 1890 году. На сооружении дороги в 1892 году работало 6000 человек.

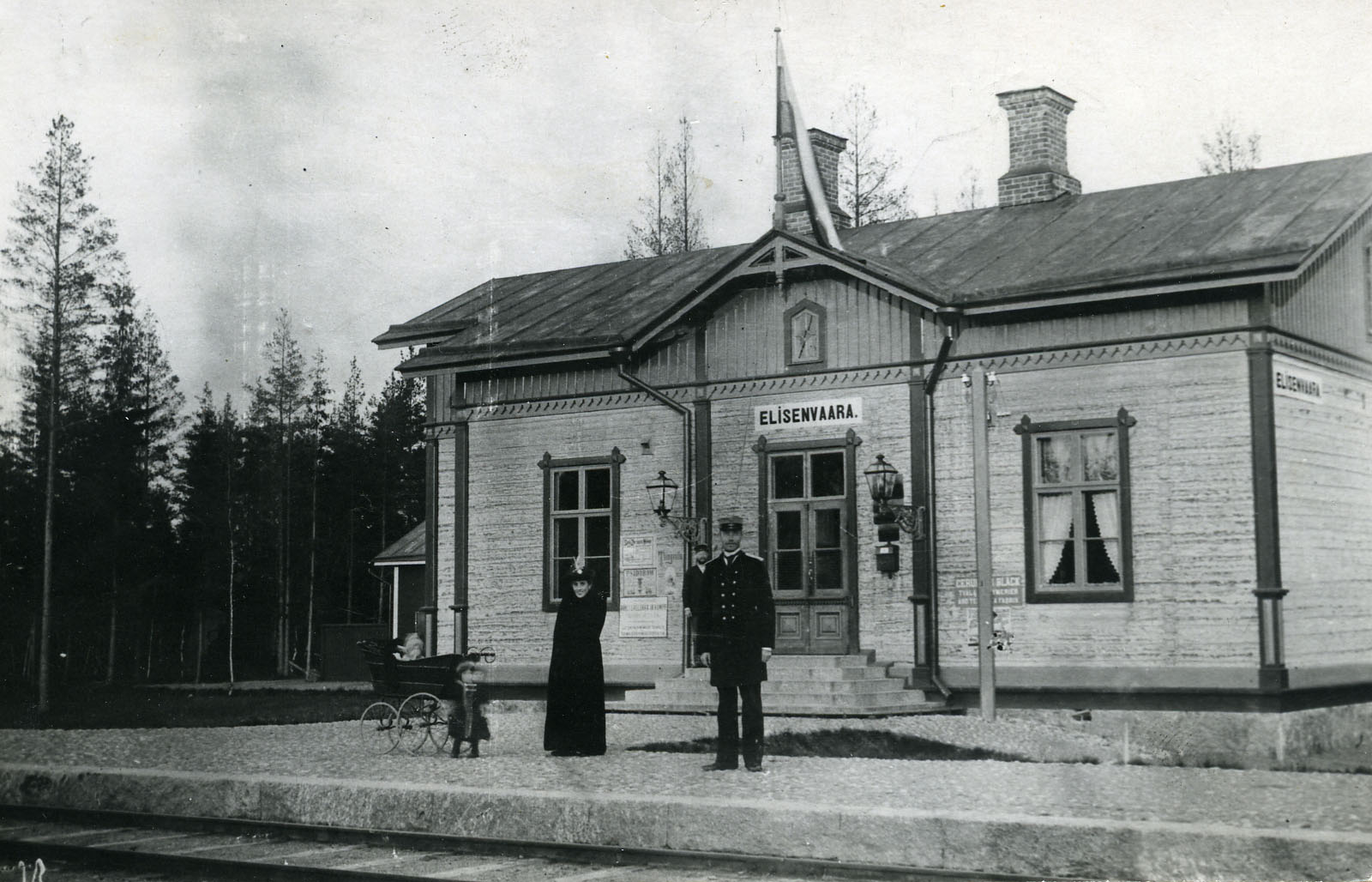
Первый вокзал, 1894 год
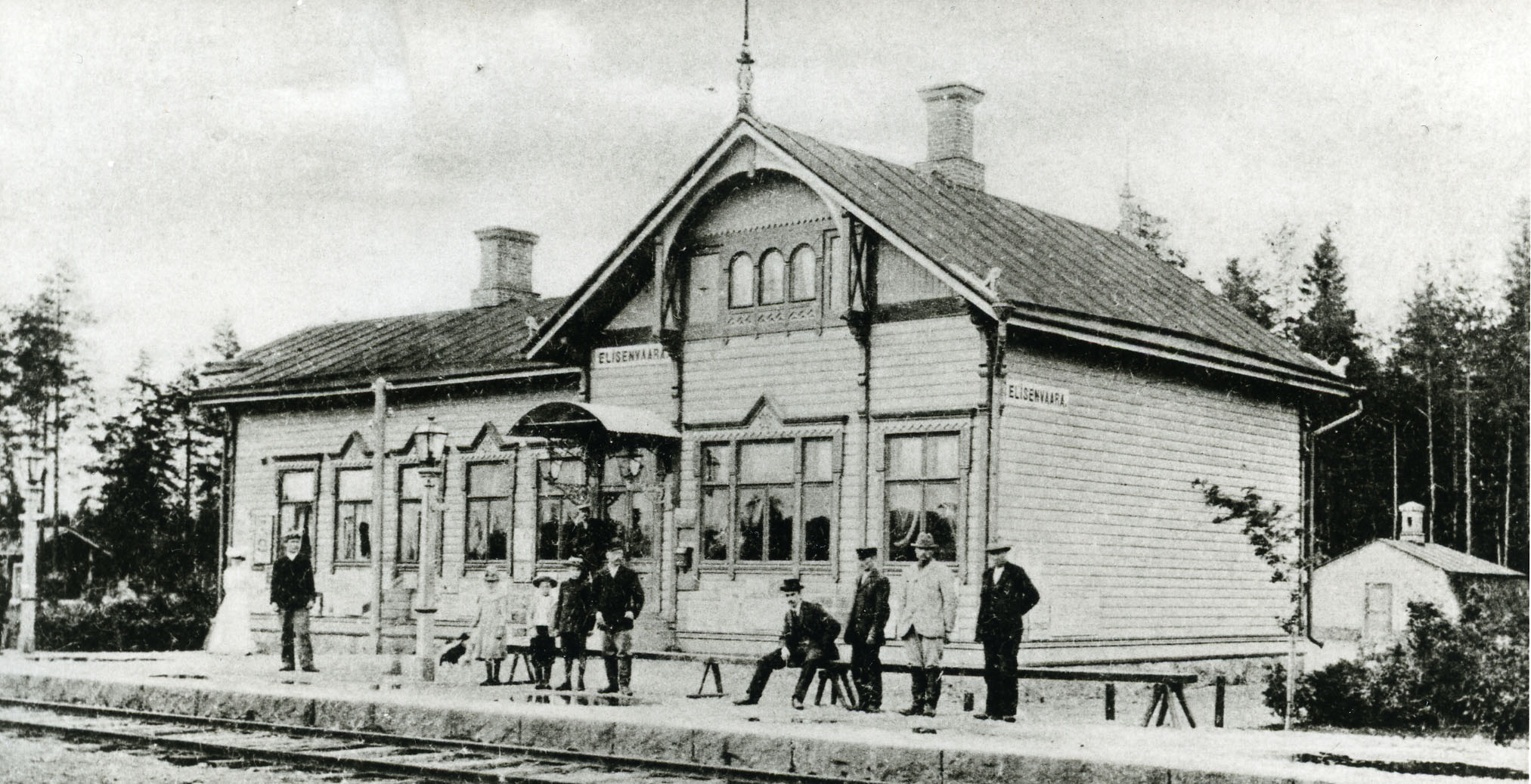
Второй вокзал, 1895 год
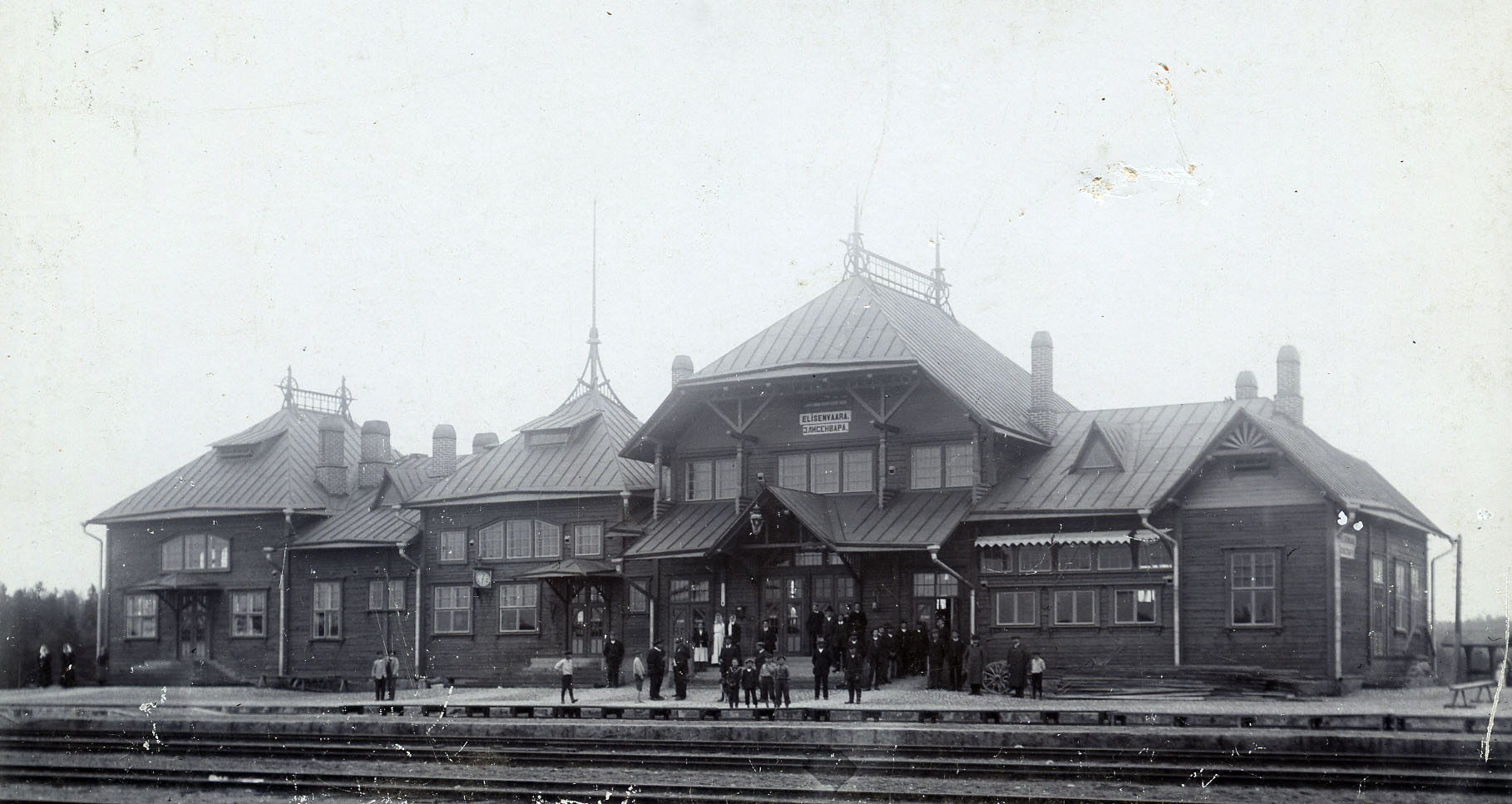
Третий вокзал, 1911 год
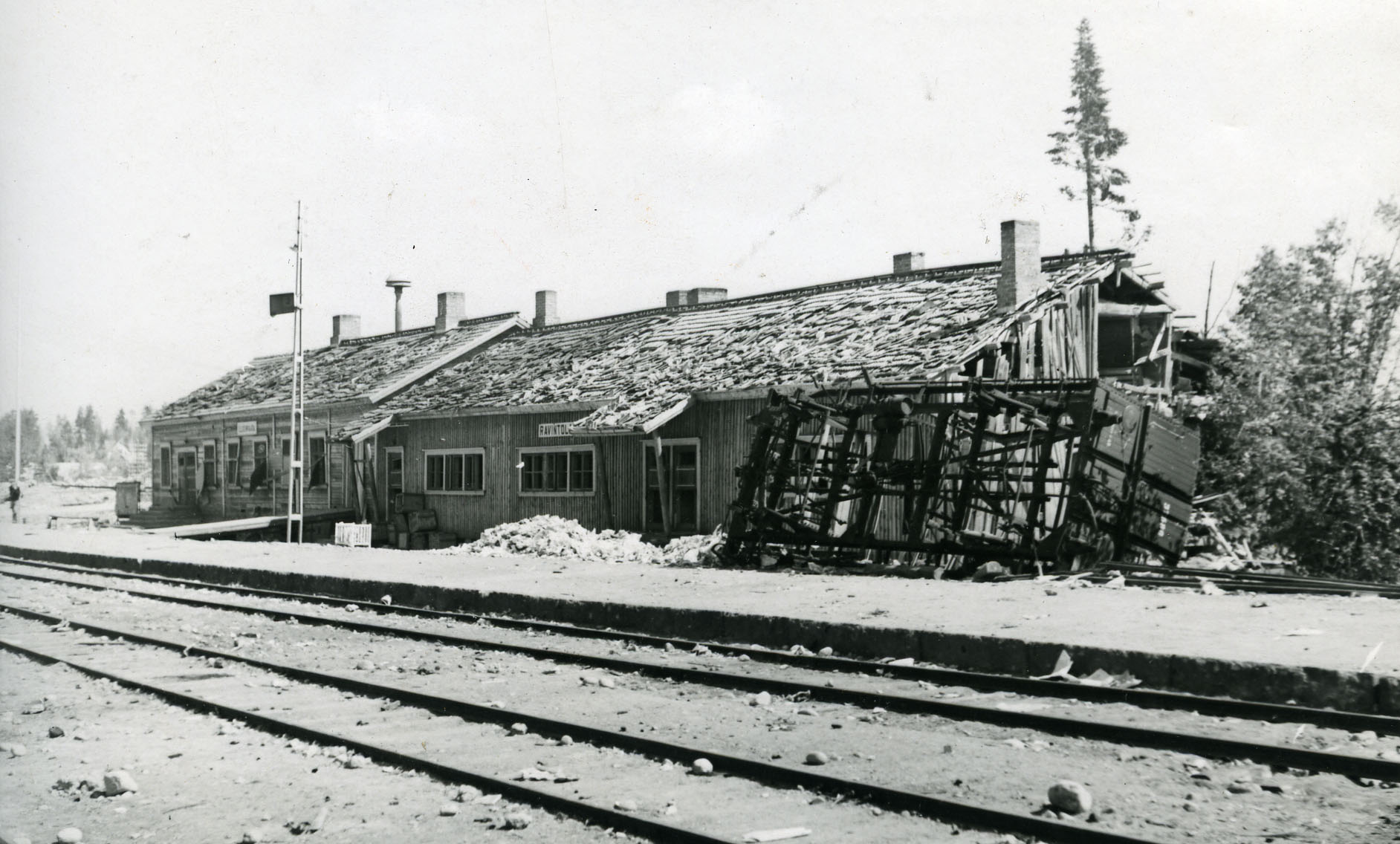
Четвёртый вокзал, 1944 год
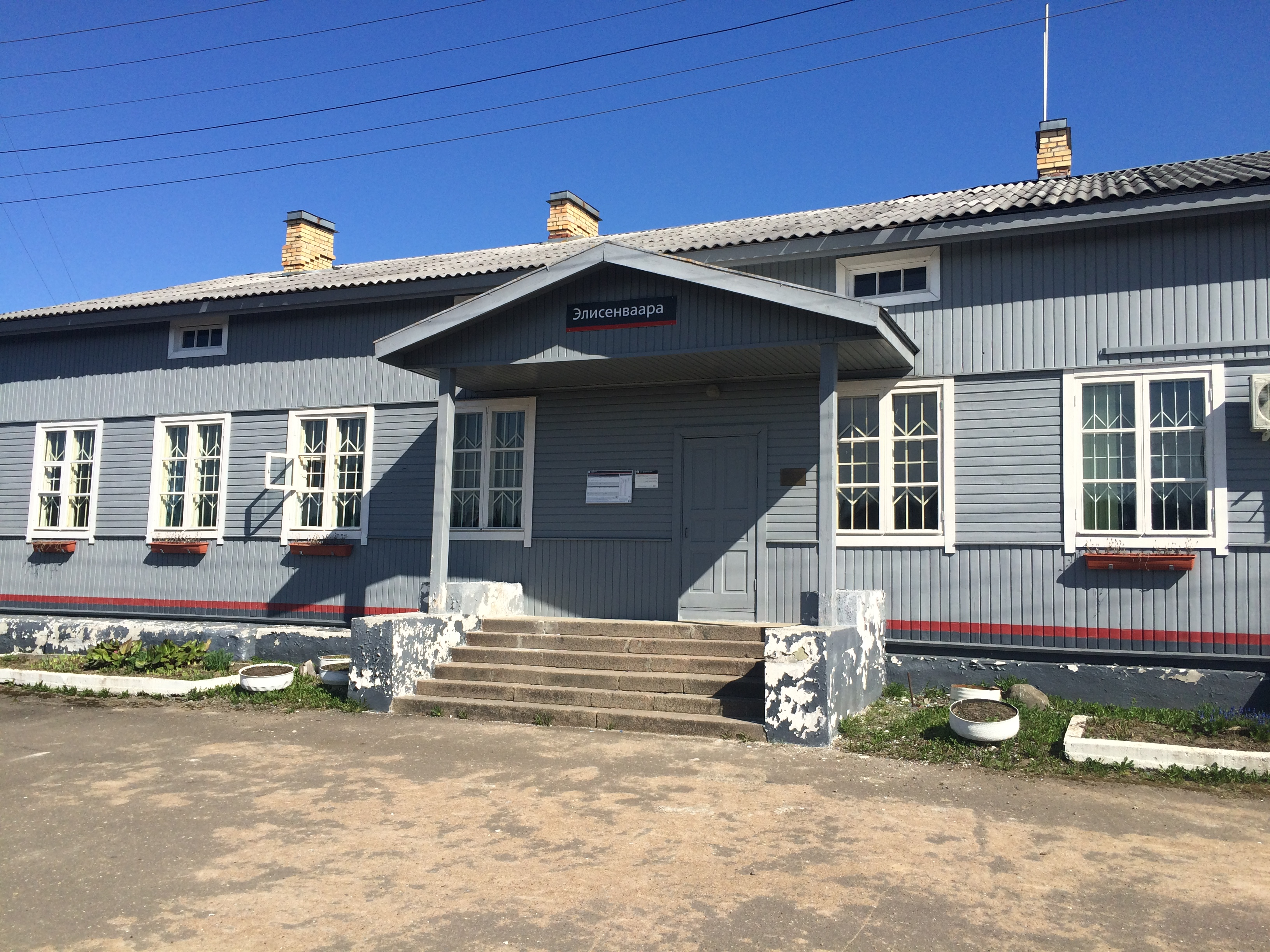
Пятый вокзал, 2018 год

В 1908 году с постройкой 82-километровой линии Элисенваара — Савонлинна станция стала узловой. В 1937 году вступил в строй 64-километровый участок Тайнинкоски — Элисенваара. В 1947 году были разобраны участки на финляндской территории от Париккала и от Симпеле до границы, взамен построена новая линия Париккала — Симпеле. На советской территории в эксплуатации остались участки от Элисенваары до границы: Элисенваара — Кетроваара — Куконхарью и Элисенваара — Сювяоро. Первый из этих участков разобран не позднее 1950-х годов, и его насыпь используется как автодорога 86К-122. Второй был закрыт не позднее 1999 года.

## Авианалёт на станцию 21 июня 1941 года

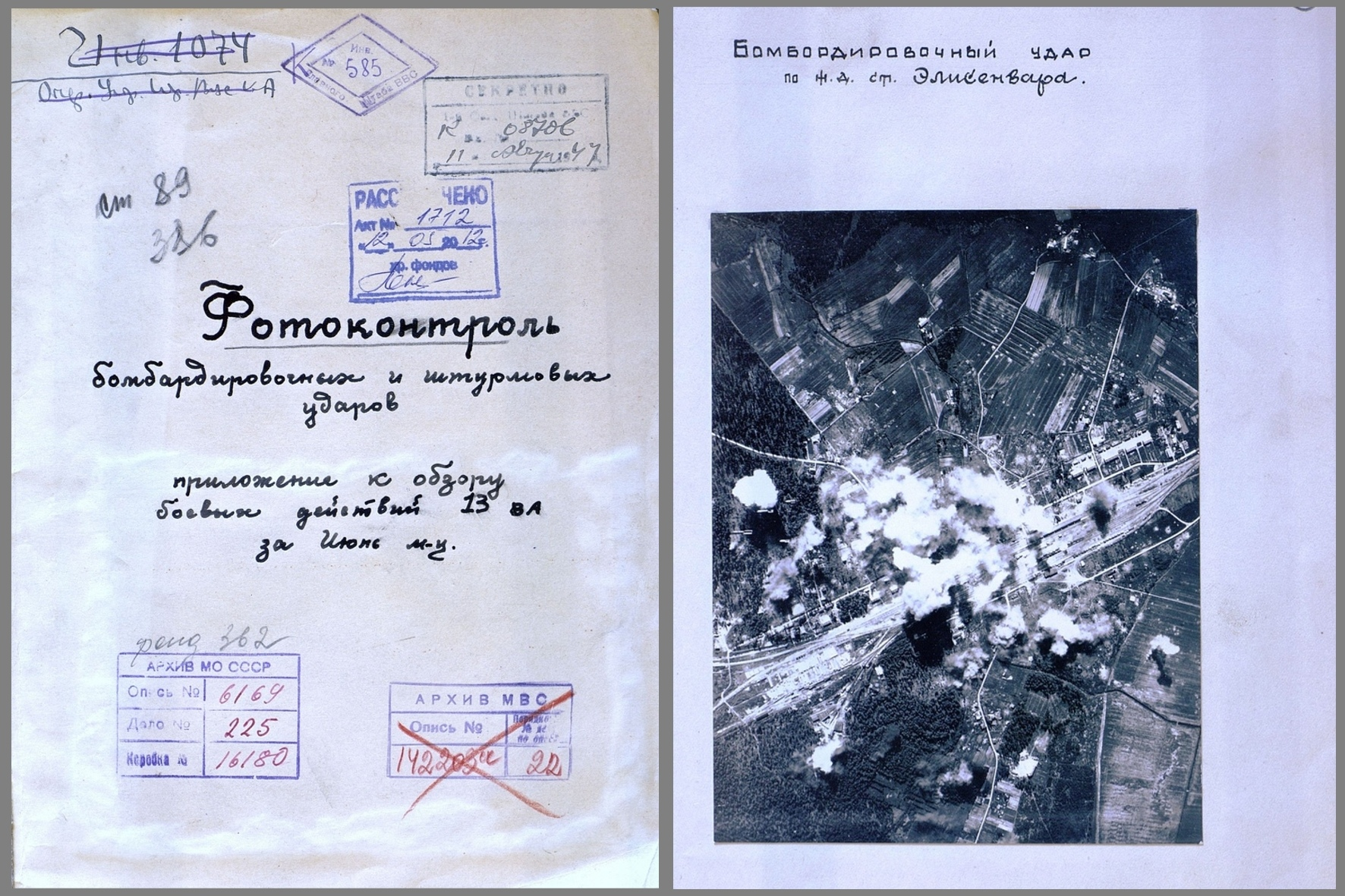
Бомбардировочный удар 21.12.1941

Трагическим днём в истории Элисенваары пришёлся день 21 июня 1941 года.

21 июня 1944 года был совершен налет на станцию Элисенваара, Карелия. На беду, помимо воинских эшелонов, на станции стоял эшелон с финскими беженцами с Карельского перешейка, в основном из Ряйсяля (Мельниково) и окрестных деревень.
Станция была накрыта точно, в результате налета погибло от 140 до 200 беженцев. Лёгкая зенитная батарея, что прикрывала станцию, не сумела отбить налёт.
Чтобы не увеличивать панику среди войск и мирного населения, выжившим было сказано молчать о трагедии. Финские СМИ в 1944 году эту трагедию тоже замолчали.
Об этом печальном событии начали говорить только шестьдесят лет спустя, и, наконец, в Финляндии вышли передачи, статьи и книги.
— https://feldgrau.info/other/19473-podborka-211
В результате очередного авианалёта здание четвёртого вокзала получило повреждения, после чего было принято решение перевезти вокзальное здание с соседней станции Алхо на место утраченного.

## Пригородное движение по станции
Пригородное движение по станции осуществляется двумя парами поездов Кузнечное — Сортавала — Кузнечное.

## Галерея

Станция Элисенваара
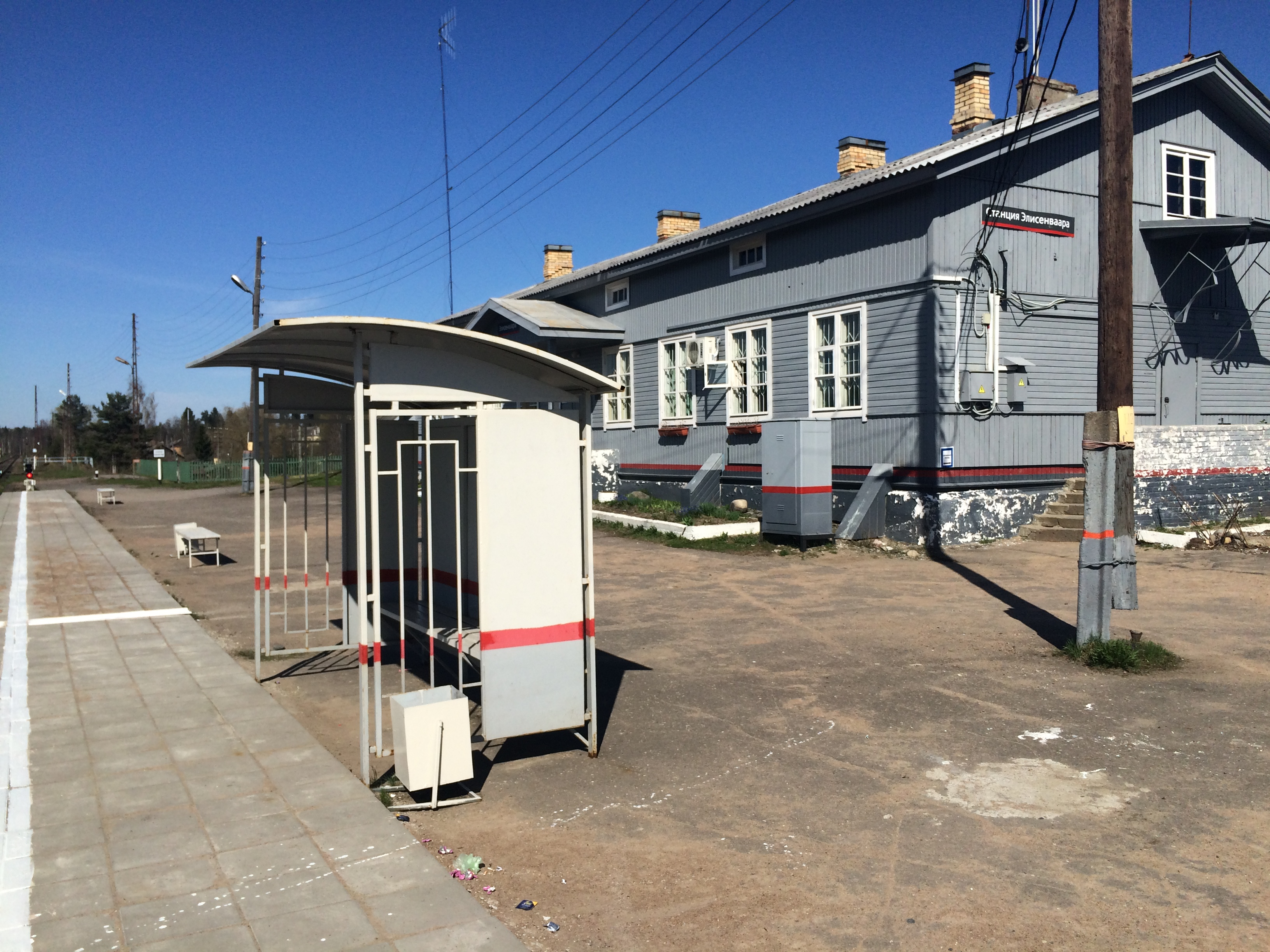
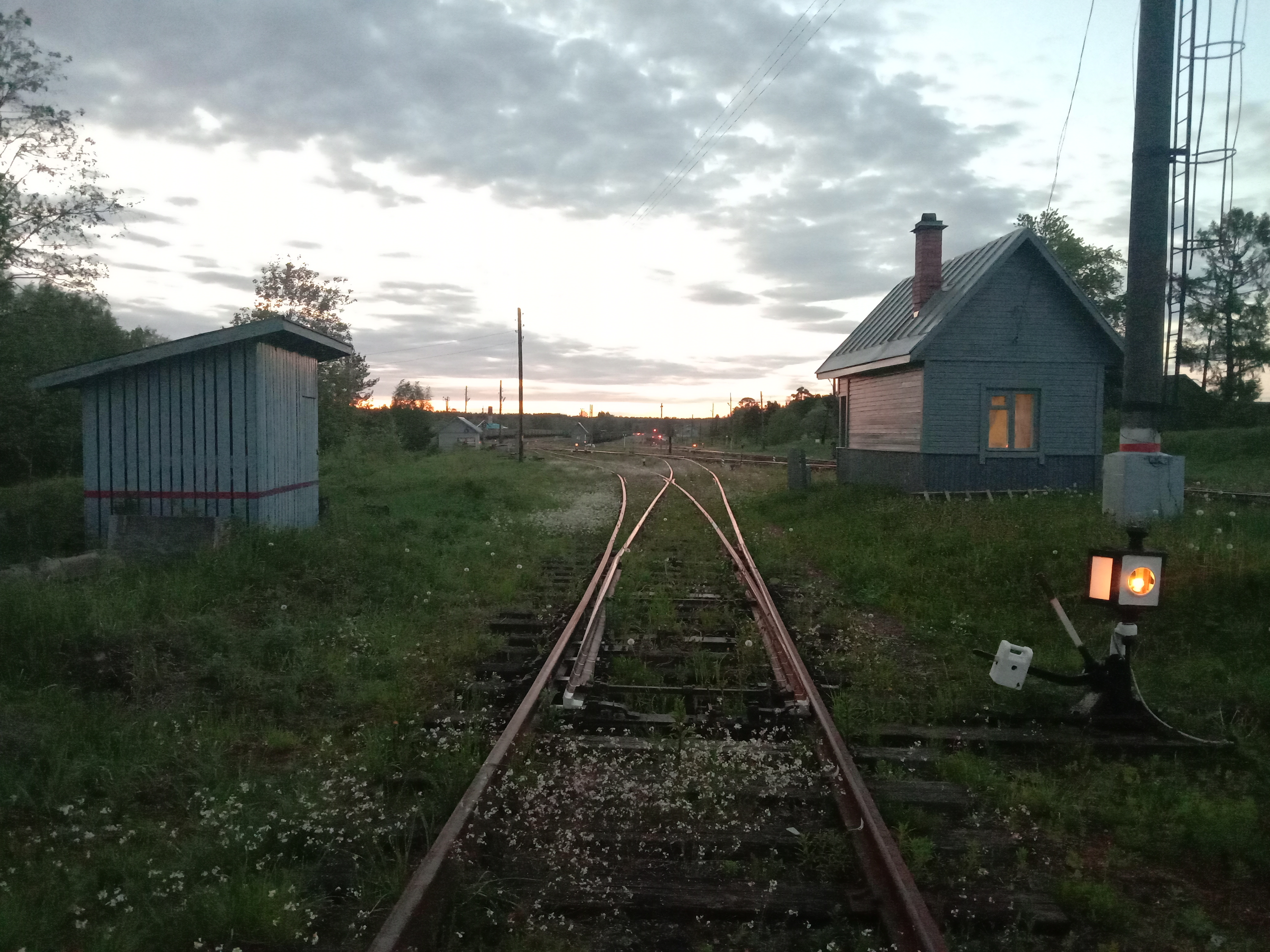